# Farní sbor Českobratrské církve evangelické v Praze 6 – Střešovice
Farní sbor ČCE v Praze 6 – Střešovicích je jeden ze dvou sborů ČCE v Praze 6. Bohoslužby se konají ve sborovém kostele na náměstí Před bateriemi pravidelně v neděli od 9:30.
Farářem sboru je Marek Zikmund. Kurátorkou je Alena Gottwald.

## Historie
V roce 1923 založili členové Farního sboru ČCE U Salvátora kazatelskou stanici v Břevnově. Výpomocným kazatelem se stal Antonín Venc. Svátosti sloužil prof. ThDr. Ferdinand Hrejsa, nebo řádný farář u Salvátora, Stanislav Čapek. Bohoslužby se konaly ve škole Na Marjánce, kde si sbor pronajímal třídu, nebo prostory tělocvičny (pro setkávání mládeže ap.).
V roce 1932 se filiální sbor zcela osamostatnil od Salvátora a stal se farním sborem. Prvním farářem samostatného sboru byl na konci roku 1932 zvolen Bohuš Hrejsa. Členové sboru se od počátku zabývali myšlenkou vlastního kostela a shromažďovali finanční prostředky na stavební fond. Byl zakoupen pozemek s nejmenší nutnou plochou na špici náměstí Před Bateriemi a v roce 1938 započala výstavba evangelického kostela (modlitebny se sborovým domem). Plány bez nároku na honorář vypracoval architekt Bohumír Kozák, který byl zároveň členem sboru ČCE. Stavba kostela s farou byla dokončena v roce 1939 a centrum sboru se přesunulo do Střešovic. Vnitřní zařízení kostela vyrobil též člen sboru Jaroslav Dušek z Ruzyně. 18. května 1939 byl kostel slavnostně vysvěcen.
Pro své  architektonické kvality byla stavba zapsána do seznamu památek chráněných státem.

## Faráři sboru
- Bohuš Hrejsa (1932–1973)
- Jaroslav Vetter (1973–1999)
- Pavel Pokorný (1999–2021)
- Marek Zikmund (2024–2029)